# Asa Fitch
Asa Fitch (Salem, 24 febbraio 1809 – Salem, 8 aprile 1879) è stato un entomologo statunitense.